# As-Súlí
Abú-Bakr Muhammad bin Jahjá as-Súlí (asi 854–946), původem Turek z Turkestánu, byl učenec a historik a také nejznámější arabský alia, tj. velmistr šatrandže. Jeho schopnost hrát i se zavázanýma očima se stala legendární.
Poté, co na dvoře chalífy Al-Muktafího (vládl 902–908) porazil bagdádského velkovezíra al-Mavárdího, byl považován za nejlepšího hráče na světě. Jeho vítězství bylo prý tak drtivé, že al-Mavárdí odstoupil ze svého úřadu a byl v něm nahrazen právě as-Súlím.
As-Súlí je autorem dvoudílné knihy Kitáb as-Šatrandž (kolem 890, Kniha o šachu), což je první vědecká kniha o šachové strategii, která kdy byla napsána. Jsou v ní popsána zahájení (tzv. tábie), rozebrána střední hra i koncovky. Ve svém díle se rovněž jako jeden z prvních zabýval problémem jezdcovy procházky.
As-Súlí byl rovněž učitelem šachu. Z jeho žáků vynikl zejména Abulfaradž al-Muzaffa ibn Sa’id (zemřel roku 970), známější pod svou přezdívkou al-Ládžládž (Koktavý). Ten kolem roku 920 napsal knihu Kitáb mansubat as-Šatrandž (Kniha šachových problémů). Ta je sice ztracena, ale dle dochovaných pramenů obsahovala především analýzy zahájení z jeho zápasů s as-Súlím.

## Mat Dilaram
As-Súlího mansúba Mat Dilaram je jednou z nejslavnějších mansúb. Podle pověsti byla Dilaram milenkou velkovezíra al-Mavárdiho, který prohrál v šachu veškeré jmění. Aby mohl pokračovat ve hře o sázku, vsadil Dilaram. Když se již zdálo, že prohraje (viz diagram) a chtěl partii vzdát, Dilaram prý zvolala: „Neobětuj ženu, ale věže“. Al-Mavárdi radu poslechl a vyhrál.
|   | a | b | c | d | e | f | g | h |   |
| 8 | b8 černý věž · g8 černý král · f6 bílý pěšec · g6 bílý pěšec · a4 bílý král · c4 černý jezdec · g4 bílý jezdec · h4 bílý věž · h3 bílý střelec · b2 černý věž · h1 bílý věž | b8 černý věž · g8 černý král · f6 bílý pěšec · g6 bílý pěšec · a4 bílý král · c4 černý jezdec · g4 bílý jezdec · h4 bílý věž · h3 bílý střelec · b2 černý věž · h1 bílý věž | b8 černý věž · g8 černý král · f6 bílý pěšec · g6 bílý pěšec · a4 bílý král · c4 černý jezdec · g4 bílý jezdec · h4 bílý věž · h3 bílý střelec · b2 černý věž · h1 bílý věž | b8 černý věž · g8 černý král · f6 bílý pěšec · g6 bílý pěšec · a4 bílý král · c4 černý jezdec · g4 bílý jezdec · h4 bílý věž · h3 bílý střelec · b2 černý věž · h1 bílý věž | b8 černý věž · g8 černý král · f6 bílý pěšec · g6 bílý pěšec · a4 bílý král · c4 černý jezdec · g4 bílý jezdec · h4 bílý věž · h3 bílý střelec · b2 černý věž · h1 bílý věž | b8 černý věž · g8 černý král · f6 bílý pěšec · g6 bílý pěšec · a4 bílý král · c4 černý jezdec · g4 bílý jezdec · h4 bílý věž · h3 bílý střelec · b2 černý věž · h1 bílý věž | b8 černý věž · g8 černý král · f6 bílý pěšec · g6 bílý pěšec · a4 bílý král · c4 černý jezdec · g4 bílý jezdec · h4 bílý věž · h3 bílý střelec · b2 černý věž · h1 bílý věž | b8 černý věž · g8 černý král · f6 bílý pěšec · g6 bílý pěšec · a4 bílý král · c4 černý jezdec · g4 bílý jezdec · h4 bílý věž · h3 bílý střelec · b2 černý věž · h1 bílý věž | 8 |
| 7 | b8 černý věž · g8 černý král · f6 bílý pěšec · g6 bílý pěšec · a4 bílý král · c4 černý jezdec · g4 bílý jezdec · h4 bílý věž · h3 bílý střelec · b2 černý věž · h1 bílý věž | b8 černý věž · g8 černý král · f6 bílý pěšec · g6 bílý pěšec · a4 bílý král · c4 černý jezdec · g4 bílý jezdec · h4 bílý věž · h3 bílý střelec · b2 černý věž · h1 bílý věž | b8 černý věž · g8 černý král · f6 bílý pěšec · g6 bílý pěšec · a4 bílý král · c4 černý jezdec · g4 bílý jezdec · h4 bílý věž · h3 bílý střelec · b2 černý věž · h1 bílý věž | b8 černý věž · g8 černý král · f6 bílý pěšec · g6 bílý pěšec · a4 bílý král · c4 černý jezdec · g4 bílý jezdec · h4 bílý věž · h3 bílý střelec · b2 černý věž · h1 bílý věž | b8 černý věž · g8 černý král · f6 bílý pěšec · g6 bílý pěšec · a4 bílý král · c4 černý jezdec · g4 bílý jezdec · h4 bílý věž · h3 bílý střelec · b2 černý věž · h1 bílý věž | b8 černý věž · g8 černý král · f6 bílý pěšec · g6 bílý pěšec · a4 bílý král · c4 černý jezdec · g4 bílý jezdec · h4 bílý věž · h3 bílý střelec · b2 černý věž · h1 bílý věž | b8 černý věž · g8 černý král · f6 bílý pěšec · g6 bílý pěšec · a4 bílý král · c4 černý jezdec · g4 bílý jezdec · h4 bílý věž · h3 bílý střelec · b2 černý věž · h1 bílý věž | b8 černý věž · g8 černý král · f6 bílý pěšec · g6 bílý pěšec · a4 bílý král · c4 černý jezdec · g4 bílý jezdec · h4 bílý věž · h3 bílý střelec · b2 černý věž · h1 bílý věž | 7 |
| 6 | b8 černý věž · g8 černý král · f6 bílý pěšec · g6 bílý pěšec · a4 bílý král · c4 černý jezdec · g4 bílý jezdec · h4 bílý věž · h3 bílý střelec · b2 černý věž · h1 bílý věž | b8 černý věž · g8 černý král · f6 bílý pěšec · g6 bílý pěšec · a4 bílý král · c4 černý jezdec · g4 bílý jezdec · h4 bílý věž · h3 bílý střelec · b2 černý věž · h1 bílý věž | b8 černý věž · g8 černý král · f6 bílý pěšec · g6 bílý pěšec · a4 bílý král · c4 černý jezdec · g4 bílý jezdec · h4 bílý věž · h3 bílý střelec · b2 černý věž · h1 bílý věž | b8 černý věž · g8 černý král · f6 bílý pěšec · g6 bílý pěšec · a4 bílý král · c4 černý jezdec · g4 bílý jezdec · h4 bílý věž · h3 bílý střelec · b2 černý věž · h1 bílý věž | b8 černý věž · g8 černý král · f6 bílý pěšec · g6 bílý pěšec · a4 bílý král · c4 černý jezdec · g4 bílý jezdec · h4 bílý věž · h3 bílý střelec · b2 černý věž · h1 bílý věž | b8 černý věž · g8 černý král · f6 bílý pěšec · g6 bílý pěšec · a4 bílý král · c4 černý jezdec · g4 bílý jezdec · h4 bílý věž · h3 bílý střelec · b2 černý věž · h1 bílý věž | b8 černý věž · g8 černý král · f6 bílý pěšec · g6 bílý pěšec · a4 bílý král · c4 černý jezdec · g4 bílý jezdec · h4 bílý věž · h3 bílý střelec · b2 černý věž · h1 bílý věž | b8 černý věž · g8 černý král · f6 bílý pěšec · g6 bílý pěšec · a4 bílý král · c4 černý jezdec · g4 bílý jezdec · h4 bílý věž · h3 bílý střelec · b2 černý věž · h1 bílý věž | 6 |
| 5 | b8 černý věž · g8 černý král · f6 bílý pěšec · g6 bílý pěšec · a4 bílý král · c4 černý jezdec · g4 bílý jezdec · h4 bílý věž · h3 bílý střelec · b2 černý věž · h1 bílý věž | b8 černý věž · g8 černý král · f6 bílý pěšec · g6 bílý pěšec · a4 bílý král · c4 černý jezdec · g4 bílý jezdec · h4 bílý věž · h3 bílý střelec · b2 černý věž · h1 bílý věž | b8 černý věž · g8 černý král · f6 bílý pěšec · g6 bílý pěšec · a4 bílý král · c4 černý jezdec · g4 bílý jezdec · h4 bílý věž · h3 bílý střelec · b2 černý věž · h1 bílý věž | b8 černý věž · g8 černý král · f6 bílý pěšec · g6 bílý pěšec · a4 bílý král · c4 černý jezdec · g4 bílý jezdec · h4 bílý věž · h3 bílý střelec · b2 černý věž · h1 bílý věž | b8 černý věž · g8 černý král · f6 bílý pěšec · g6 bílý pěšec · a4 bílý král · c4 černý jezdec · g4 bílý jezdec · h4 bílý věž · h3 bílý střelec · b2 černý věž · h1 bílý věž | b8 černý věž · g8 černý král · f6 bílý pěšec · g6 bílý pěšec · a4 bílý král · c4 černý jezdec · g4 bílý jezdec · h4 bílý věž · h3 bílý střelec · b2 černý věž · h1 bílý věž | b8 černý věž · g8 černý král · f6 bílý pěšec · g6 bílý pěšec · a4 bílý král · c4 černý jezdec · g4 bílý jezdec · h4 bílý věž · h3 bílý střelec · b2 černý věž · h1 bílý věž | b8 černý věž · g8 černý král · f6 bílý pěšec · g6 bílý pěšec · a4 bílý král · c4 černý jezdec · g4 bílý jezdec · h4 bílý věž · h3 bílý střelec · b2 černý věž · h1 bílý věž | 5 |
| 4 | b8 černý věž · g8 černý král · f6 bílý pěšec · g6 bílý pěšec · a4 bílý král · c4 černý jezdec · g4 bílý jezdec · h4 bílý věž · h3 bílý střelec · b2 černý věž · h1 bílý věž | b8 černý věž · g8 černý král · f6 bílý pěšec · g6 bílý pěšec · a4 bílý král · c4 černý jezdec · g4 bílý jezdec · h4 bílý věž · h3 bílý střelec · b2 černý věž · h1 bílý věž | b8 černý věž · g8 černý král · f6 bílý pěšec · g6 bílý pěšec · a4 bílý král · c4 černý jezdec · g4 bílý jezdec · h4 bílý věž · h3 bílý střelec · b2 černý věž · h1 bílý věž | b8 černý věž · g8 černý král · f6 bílý pěšec · g6 bílý pěšec · a4 bílý král · c4 černý jezdec · g4 bílý jezdec · h4 bílý věž · h3 bílý střelec · b2 černý věž · h1 bílý věž | b8 černý věž · g8 černý král · f6 bílý pěšec · g6 bílý pěšec · a4 bílý král · c4 černý jezdec · g4 bílý jezdec · h4 bílý věž · h3 bílý střelec · b2 černý věž · h1 bílý věž | b8 černý věž · g8 černý král · f6 bílý pěšec · g6 bílý pěšec · a4 bílý král · c4 černý jezdec · g4 bílý jezdec · h4 bílý věž · h3 bílý střelec · b2 černý věž · h1 bílý věž | b8 černý věž · g8 černý král · f6 bílý pěšec · g6 bílý pěšec · a4 bílý král · c4 černý jezdec · g4 bílý jezdec · h4 bílý věž · h3 bílý střelec · b2 černý věž · h1 bílý věž | b8 černý věž · g8 černý král · f6 bílý pěšec · g6 bílý pěšec · a4 bílý král · c4 černý jezdec · g4 bílý jezdec · h4 bílý věž · h3 bílý střelec · b2 černý věž · h1 bílý věž | 4 |
| 3 | b8 černý věž · g8 černý král · f6 bílý pěšec · g6 bílý pěšec · a4 bílý král · c4 černý jezdec · g4 bílý jezdec · h4 bílý věž · h3 bílý střelec · b2 černý věž · h1 bílý věž | b8 černý věž · g8 černý král · f6 bílý pěšec · g6 bílý pěšec · a4 bílý král · c4 černý jezdec · g4 bílý jezdec · h4 bílý věž · h3 bílý střelec · b2 černý věž · h1 bílý věž | b8 černý věž · g8 černý král · f6 bílý pěšec · g6 bílý pěšec · a4 bílý král · c4 černý jezdec · g4 bílý jezdec · h4 bílý věž · h3 bílý střelec · b2 černý věž · h1 bílý věž | b8 černý věž · g8 černý král · f6 bílý pěšec · g6 bílý pěšec · a4 bílý král · c4 černý jezdec · g4 bílý jezdec · h4 bílý věž · h3 bílý střelec · b2 černý věž · h1 bílý věž | b8 černý věž · g8 černý král · f6 bílý pěšec · g6 bílý pěšec · a4 bílý král · c4 černý jezdec · g4 bílý jezdec · h4 bílý věž · h3 bílý střelec · b2 černý věž · h1 bílý věž | b8 černý věž · g8 černý král · f6 bílý pěšec · g6 bílý pěšec · a4 bílý král · c4 černý jezdec · g4 bílý jezdec · h4 bílý věž · h3 bílý střelec · b2 černý věž · h1 bílý věž | b8 černý věž · g8 černý král · f6 bílý pěšec · g6 bílý pěšec · a4 bílý král · c4 černý jezdec · g4 bílý jezdec · h4 bílý věž · h3 bílý střelec · b2 černý věž · h1 bílý věž | b8 černý věž · g8 černý král · f6 bílý pěšec · g6 bílý pěšec · a4 bílý král · c4 černý jezdec · g4 bílý jezdec · h4 bílý věž · h3 bílý střelec · b2 černý věž · h1 bílý věž | 3 |
| 2 | b8 černý věž · g8 černý král · f6 bílý pěšec · g6 bílý pěšec · a4 bílý král · c4 černý jezdec · g4 bílý jezdec · h4 bílý věž · h3 bílý střelec · b2 černý věž · h1 bílý věž | b8 černý věž · g8 černý král · f6 bílý pěšec · g6 bílý pěšec · a4 bílý král · c4 černý jezdec · g4 bílý jezdec · h4 bílý věž · h3 bílý střelec · b2 černý věž · h1 bílý věž | b8 černý věž · g8 černý král · f6 bílý pěšec · g6 bílý pěšec · a4 bílý král · c4 černý jezdec · g4 bílý jezdec · h4 bílý věž · h3 bílý střelec · b2 černý věž · h1 bílý věž | b8 černý věž · g8 černý král · f6 bílý pěšec · g6 bílý pěšec · a4 bílý král · c4 černý jezdec · g4 bílý jezdec · h4 bílý věž · h3 bílý střelec · b2 černý věž · h1 bílý věž | b8 černý věž · g8 černý král · f6 bílý pěšec · g6 bílý pěšec · a4 bílý král · c4 černý jezdec · g4 bílý jezdec · h4 bílý věž · h3 bílý střelec · b2 černý věž · h1 bílý věž | b8 černý věž · g8 černý král · f6 bílý pěšec · g6 bílý pěšec · a4 bílý král · c4 černý jezdec · g4 bílý jezdec · h4 bílý věž · h3 bílý střelec · b2 černý věž · h1 bílý věž | b8 černý věž · g8 černý král · f6 bílý pěšec · g6 bílý pěšec · a4 bílý král · c4 černý jezdec · g4 bílý jezdec · h4 bílý věž · h3 bílý střelec · b2 černý věž · h1 bílý věž | b8 černý věž · g8 černý král · f6 bílý pěšec · g6 bílý pěšec · a4 bílý král · c4 černý jezdec · g4 bílý jezdec · h4 bílý věž · h3 bílý střelec · b2 černý věž · h1 bílý věž | 2 |
| 1 | b8 černý věž · g8 černý král · f6 bílý pěšec · g6 bílý pěšec · a4 bílý král · c4 černý jezdec · g4 bílý jezdec · h4 bílý věž · h3 bílý střelec · b2 černý věž · h1 bílý věž | b8 černý věž · g8 černý král · f6 bílý pěšec · g6 bílý pěšec · a4 bílý král · c4 černý jezdec · g4 bílý jezdec · h4 bílý věž · h3 bílý střelec · b2 černý věž · h1 bílý věž | b8 černý věž · g8 černý král · f6 bílý pěšec · g6 bílý pěšec · a4 bílý král · c4 černý jezdec · g4 bílý jezdec · h4 bílý věž · h3 bílý střelec · b2 černý věž · h1 bílý věž | b8 černý věž · g8 černý král · f6 bílý pěšec · g6 bílý pěšec · a4 bílý král · c4 černý jezdec · g4 bílý jezdec · h4 bílý věž · h3 bílý střelec · b2 černý věž · h1 bílý věž | b8 černý věž · g8 černý král · f6 bílý pěšec · g6 bílý pěšec · a4 bílý král · c4 černý jezdec · g4 bílý jezdec · h4 bílý věž · h3 bílý střelec · b2 černý věž · h1 bílý věž | b8 černý věž · g8 černý král · f6 bílý pěšec · g6 bílý pěšec · a4 bílý král · c4 černý jezdec · g4 bílý jezdec · h4 bílý věž · h3 bílý střelec · b2 černý věž · h1 bílý věž | b8 černý věž · g8 černý král · f6 bílý pěšec · g6 bílý pěšec · a4 bílý král · c4 černý jezdec · g4 bílý jezdec · h4 bílý věž · h3 bílý střelec · b2 černý věž · h1 bílý věž | b8 černý věž · g8 černý král · f6 bílý pěšec · g6 bílý pěšec · a4 bílý král · c4 černý jezdec · g4 bílý jezdec · h4 bílý věž · h3 bílý střelec · b2 černý věž · h1 bílý věž | 1 |
|   | a | b | c | d | e | f | g | h |   |

Řešení:

1. Vh8+ Kxh8 2. Af5+ Kg8 3. Vh8+ Kxh8 4. g7+ Kg8 5. Jh6 mat.

## As-Súlího diamant
As-Súlího diamant je slavná mansúba velmistra šatrandže as-Súlího, která zůstala po tisíc let nevyřešena. Její řešení zveřejnil teprve v osmdesátých letech 20. století ruský velmistr Jurij Averbach.
|   | a                                                           | b                                                           | c                                                           | d                                                           | e                                                           | f                                                           | g                                                           | h                                                           |   |
| 8 | d5 černý král · b3 bílý král · c3 bílý dáma · a1 černý dáma | d5 černý král · b3 bílý král · c3 bílý dáma · a1 černý dáma | d5 černý král · b3 bílý král · c3 bílý dáma · a1 černý dáma | d5 černý král · b3 bílý král · c3 bílý dáma · a1 černý dáma | d5 černý král · b3 bílý král · c3 bílý dáma · a1 černý dáma | d5 černý král · b3 bílý král · c3 bílý dáma · a1 černý dáma | d5 černý král · b3 bílý král · c3 bílý dáma · a1 černý dáma | d5 černý král · b3 bílý král · c3 bílý dáma · a1 černý dáma | 8 |
| 7 | d5 černý král · b3 bílý král · c3 bílý dáma · a1 černý dáma | d5 černý král · b3 bílý král · c3 bílý dáma · a1 černý dáma | d5 černý král · b3 bílý král · c3 bílý dáma · a1 černý dáma | d5 černý král · b3 bílý král · c3 bílý dáma · a1 černý dáma | d5 černý král · b3 bílý král · c3 bílý dáma · a1 černý dáma | d5 černý král · b3 bílý král · c3 bílý dáma · a1 černý dáma | d5 černý král · b3 bílý král · c3 bílý dáma · a1 černý dáma | d5 černý král · b3 bílý král · c3 bílý dáma · a1 černý dáma | 7 |
| 6 | d5 černý král · b3 bílý král · c3 bílý dáma · a1 černý dáma | d5 černý král · b3 bílý král · c3 bílý dáma · a1 černý dáma | d5 černý král · b3 bílý král · c3 bílý dáma · a1 černý dáma | d5 černý král · b3 bílý král · c3 bílý dáma · a1 černý dáma | d5 černý král · b3 bílý král · c3 bílý dáma · a1 černý dáma | d5 černý král · b3 bílý král · c3 bílý dáma · a1 černý dáma | d5 černý král · b3 bílý král · c3 bílý dáma · a1 černý dáma | d5 černý král · b3 bílý král · c3 bílý dáma · a1 černý dáma | 6 |
| 5 | d5 černý král · b3 bílý král · c3 bílý dáma · a1 černý dáma | d5 černý král · b3 bílý král · c3 bílý dáma · a1 černý dáma | d5 černý král · b3 bílý král · c3 bílý dáma · a1 černý dáma | d5 černý král · b3 bílý král · c3 bílý dáma · a1 černý dáma | d5 černý král · b3 bílý král · c3 bílý dáma · a1 černý dáma | d5 černý král · b3 bílý král · c3 bílý dáma · a1 černý dáma | d5 černý král · b3 bílý král · c3 bílý dáma · a1 černý dáma | d5 černý král · b3 bílý král · c3 bílý dáma · a1 černý dáma | 5 |
| 4 | d5 černý král · b3 bílý král · c3 bílý dáma · a1 černý dáma | d5 černý král · b3 bílý král · c3 bílý dáma · a1 černý dáma | d5 černý král · b3 bílý král · c3 bílý dáma · a1 černý dáma | d5 černý král · b3 bílý král · c3 bílý dáma · a1 černý dáma | d5 černý král · b3 bílý král · c3 bílý dáma · a1 černý dáma | d5 černý král · b3 bílý král · c3 bílý dáma · a1 černý dáma | d5 černý král · b3 bílý král · c3 bílý dáma · a1 černý dáma | d5 černý král · b3 bílý král · c3 bílý dáma · a1 černý dáma | 4 |
| 3 | d5 černý král · b3 bílý král · c3 bílý dáma · a1 černý dáma | d5 černý král · b3 bílý král · c3 bílý dáma · a1 černý dáma | d5 černý král · b3 bílý král · c3 bílý dáma · a1 černý dáma | d5 černý král · b3 bílý král · c3 bílý dáma · a1 černý dáma | d5 černý král · b3 bílý král · c3 bílý dáma · a1 černý dáma | d5 černý král · b3 bílý král · c3 bílý dáma · a1 černý dáma | d5 černý král · b3 bílý král · c3 bílý dáma · a1 černý dáma | d5 černý král · b3 bílý král · c3 bílý dáma · a1 černý dáma | 3 |
| 2 | d5 černý král · b3 bílý král · c3 bílý dáma · a1 černý dáma | d5 černý král · b3 bílý král · c3 bílý dáma · a1 černý dáma | d5 černý král · b3 bílý král · c3 bílý dáma · a1 černý dáma | d5 černý král · b3 bílý král · c3 bílý dáma · a1 černý dáma | d5 černý král · b3 bílý král · c3 bílý dáma · a1 černý dáma | d5 černý král · b3 bílý král · c3 bílý dáma · a1 černý dáma | d5 černý král · b3 bílý král · c3 bílý dáma · a1 černý dáma | d5 černý král · b3 bílý král · c3 bílý dáma · a1 černý dáma | 2 |
| 1 | d5 černý král · b3 bílý král · c3 bílý dáma · a1 černý dáma | d5 černý král · b3 bílý král · c3 bílý dáma · a1 černý dáma | d5 černý král · b3 bílý král · c3 bílý dáma · a1 černý dáma | d5 černý král · b3 bílý král · c3 bílý dáma · a1 černý dáma | d5 černý král · b3 bílý král · c3 bílý dáma · a1 černý dáma | d5 černý král · b3 bílý král · c3 bílý dáma · a1 černý dáma | d5 černý král · b3 bílý král · c3 bílý dáma · a1 černý dáma | d5 černý král · b3 bílý král · c3 bílý dáma · a1 černý dáma | 1 |
|   | a                                                           | b                                                           | c                                                           | d                                                           | e                                                           | f                                                           | g                                                           | h                                                           |   |

Řešení:

V šatrandži se považuje za výhru také situace, kdy hráč sebere soupeři všechny figury. To znamená, že bílý vyhraje, pokud odstraní černého vezíra, aniž by vzápětí přišel o svého. Z toho plyne, že tah bílého 1. Ka2 vede po odpovědi černého 1. ...Kc4 k okamžité remíze, protože oba vezírové budou ze hry vyřazeni. Vítězný tah je 1.Kb4, který musel as-Súlí znát.
K vítězství vedou tyto série tahů:
1. Kb4 Kd6 2. Kc4 Ke6 3. Kd4 Kf6 4. Kd5 Kf7 5. Ke5 Kg7 6. Ke6 Kg8 7. Kf6 Kh8 8. Kg6 Kg8 9. Fd2!! Kf8 10. Fc1 Ke7 11. Kf5 nebo
 6. ... Kf8 7. Kd6 Ke8 8. Kc6 Kd8 9. Kb6 Kc8 10. Kc5 Kd7 11. Kb5 Kd7 12. Kc4 Kd6 13. Kb4 Ke5 14. Ka3 Kd5 15. Kb3. Nyní je dosaženo počáteční pozice mansúby, ale s tím rozdílem, že teď je na tahu černý, což vede k jeho prohře. Tato situace se nazývá nevýhoda tahu a bílý jí dosáhl tzv. trojúhelníkovým manévrem. 15. ... Ke4 16. Ka2 Kd3 17. Fb4 Kc4 18. Fa3